# Léopold Robert

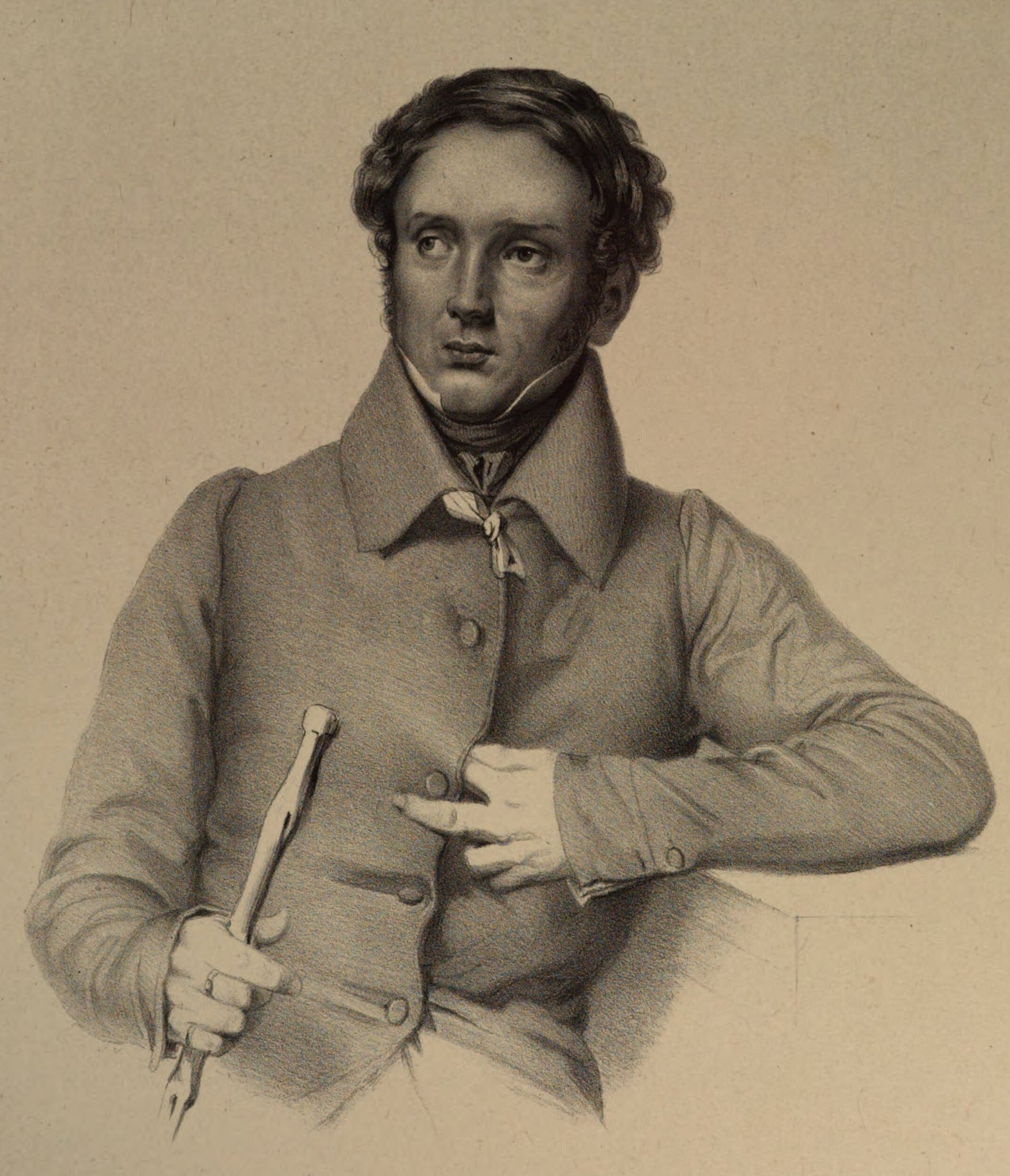
Léopold Robert

Louis-Léopold Robert (* 13. Mai 1794 in Les Eplatures, heute zu La Chaux-de-Fonds, Fürstentum Neuenburg; † 20. März 1835 in Venedig) war ein Schweizer Maler. Seine dramatisch verlaufene Vita, die in einen geradezu kometenhaften Aufstieg in die höchsten europäischen Adelskreise mündete, überschattet sein eher konventionelles Werk.

## Leben

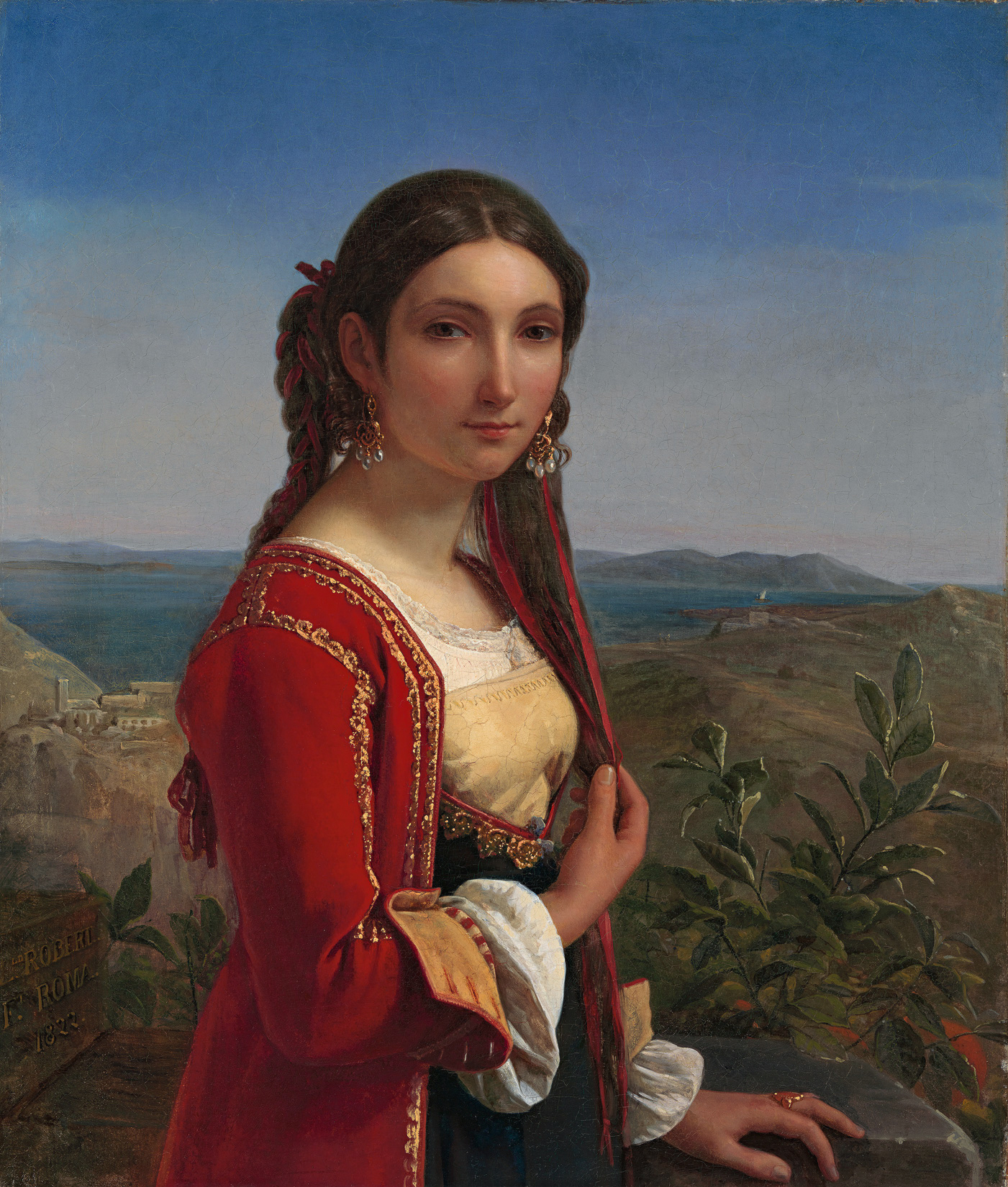
Mädchen von Procida, 1822

Léopold Robert war der Sohn von Abram Robert (1769–1810). Sein Bruder war der Maler Aurèle Robert, der später als der Verbreiter („diffuseur“) des Werkes seines älteren Bruders galt. Das Geburtshaus stand weit im heutigen La Chaux-de-Fonds, und nicht im Gebiet, das heute als Les Eplatures gilt.
Robert war in Paris Schüler des Kupferstechers Edouard Girardet und des Malers Jacques-Louis David. Mit deren Unterstützung ging er 1818 nach Rom und beschäftigte sich grossteils mit Genremalerei. Seine Skizzen und Studien aus dem Alltagsleben bildeten dabei die Grundlage seiner Gemälde. Bekannt wurden auch seine Darstellungen aus dem Räuberleben, als deren Pionier er galt. Robert zeigte das alltägliche Leben der Wirklichkeit allerdings nur in empfindsamer Idealisierung.
1822 hielt sich Robert längere Zeit in Neapel auf und fand dort auch die Anregung zu einem seiner wichtigsten Bilder, Der Improvisator. Dieses entstand im darauffolgenden Jahr, ebenfalls nach einigen Vorarbeiten. 1831 hielt sich Robert für einige Monate in Paris auf, 1832 ließ er sich dann in Venedig nieder. Dem Urteil von Zeitgenossen nach litt Robert ab dieser Zeit immer wieder an Anfällen von Schwermut.
Als er sich dann äußerst unglücklich in die Prinzessin Charlotte Bonaparte verliebte, beging Louis Léopold Robert am 20. März 1835 in Venedig Selbstmord. Er fand seine letzte Ruhestätte auf dem dortigen Friedhof Cimitero di San Michele, wo sein Grab erhalten ist.

## Rezeption

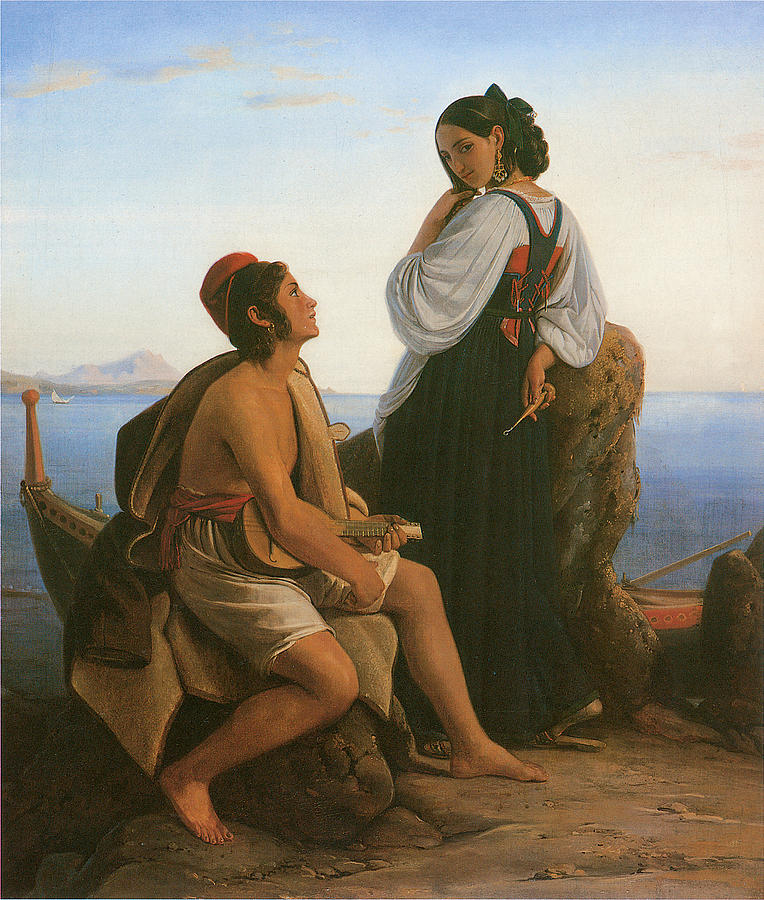
Neapolitanischer Fischer mit Mädchen aus Ischia, 1827

Publikum wie Kunstkritik lobten gerade seine Genrebilder aus dem italienischen Volksleben sehr. Unter den Kritikern äusserte sich Heinrich Heine 1831 enthusiastisch über den aufstrebenden Maler. Insbesondere mit seinen das Räuberleben verherrlichenden Bildern von italienischen Briganten hatte Robert starken Einfluss auf nachfolgende Maler.
Sein Volkslebengenre fand illustre Käufer. So hatte er bald mehrere zahlungskräftige Sammler wie den Neuenburger François Roulet de Mézerac, der ihm mit einem Stipendium von 150 Louis d’or den Italienaufenthalt finanzierte, den französischen Baron de Foucaucourt, den sogenannten Bürgerkönig Louis-Philippe, den in Irland landbesitzenden Engländer Lord Kinnaird, den russischen Adligen Nikolaj Gurjew (1792–1849), Sohn des Finanzministers von Zar Alexander I., oder den polnischen Grafen Athanasius Raczinsky.
1935 wurde in La Chaux-de-Fonds für ihn ein Denkmal errichtet. Das vom Bildhauer Léon Perrin geschaffene Werk ist die Statue einer Frau aus Roberts Gemälde Die Rückkehr von der Pilgerfahrt zu Madonna dell’Arco. Die grossformatigen Gemälde befinden sich in La Chaux-de-Fonds meist im Depot. 2023 veranstalteten das Musée des Beaux-Arts de La Chaux-de-Fonds (MBA) und das Musée d’Art et d’Histoire de Neuchâtel (MAHN) eine gleichzeitig in beiden Städten stattfindende Ausstellung der Brüder Robert.

## Ehrungen
- Ihm zu Ehren wurde auf Antrag des Naturwissenschaftlers und Politikers Célestin Nicolet 1862 die wichtigste Hauptstrasse in La Chaux-de-Fonds von Grand Rue in Avenue Léopold-Robert umbenannt.[7][8]
- In Paris ist eine Strasse nach Robert benannt.[5]
- Am Standort seines 1919 teilweise und 1927 ganz abgerissenen Geburtshauses gibt es eine Gedenktafel.[5]

## Werke (Auswahl)
- Der schlafende Brigant (Nationalgalerie Berlin)
- Die Rückkehr von der Pilgerfahrt zu Madonna dell’Arco (1827, Louvre)
- Die Ankunft der Schnitter in den Pontinischen Sümpfen (1830, Louvre)
- Abfahrt der Fischer des Adriatischen Meers. 1834